# Праведност
Праведност је идеално, морално исправно стање ствари или личности. Праведност је посебан закон који је развијен у енглеском суду за канцеларију. Његова општа сврха је да обезбеди правни лек за ситуације у којима закон није довољно флексибилан да би уобичајени судски систем донео правично решење за случај. Концепт правичности је дубоко испреплетен са својим историјским пореклом у систему обичајног права који се користи у Енглеској. Међутим, правичност је на неки начин одвојен систем од обичајног права: има своја утврђена правила и принципе, и историјски су је управљали одвојени судови, названи „судови правичности“ или „судови канцеларије“.
Праведност постоји у домаћем праву, како у грађанском праву, тако и у системима обичајног права, и у међународном праву. Традиција правичности почиње у антици са Аристотеловим списима (epieikeia) и римским правом (aequitas). Касније, у системима грађанског права, правичност је интегрисана у правна правила, док је у системима обичајног права постала самосталан закон.

## Платоново одређење праведности
Платон даје следећу дефиницију за »праведност«. Он вели: »Праведност је поседовање и делање онога шта коме припада« (433).
То значи да свако за свој рад има добијати онолико колико тај рад вреди, и да има радити оно за што је најспособнији. Према томе, праведан је онај човек који стоји баш на правом месту, и врши оно што најбоље може да врши, и пуном и једнаком мером враћа за оно што добија. И зато би друштво праведних људи било најхармоничнија и за рад најспособнија група, јер би сваки члан стојао на своме месту и вршио функцију за коју га је природа одредила, слично инструментима y савршеном оркестру. Праведност y једном друштву личила би на ону хармонију односа којом се планете одржавају y свом правилном (или, како би Питагора казао, музикалном) ходу. Тако организовано, друштво би било способно за даљи живот; и праведност би добила неку врсту дарвинске потврде. Где људи не стоје на свом природном месту, где трговац притишће државника, или где ратник отима положај владара — ту је координација делова разорена, везе пуцају, и друштво се раствара и растурује. Праведност је стваралачка координација.
Праведност је taxis kai kosmos — поредак и лепота — душевних делова; то је души оно исто што и здравље телу. Свако зло је дисхармонија; и то између човека и природе, или између човека и других људи, или између човека и његове властите природе.
Тако Платон одговара Трасимаху, Каликлу и свима ничеовцима који се још могу наћи: праведност није гола снага, него хармонична снага — пожуда и људи y поретку што га удешавају ум и организација ; праведност није право јачих, него стваралачка и јака хармонија целине.

## Правичност у јурисдикцијама обичајног права (општег)
У јурисдикцијама које прате енглески систем обичајног права, правичност је закон који је развијен у енглеском суду правде и који се сада примењује упоредо са општим правом. У јурисдикцијама обичајног права, реч „правичност“ „није синоним за 'општу правичност' или 'природну правду'“, већ се односи на „посебни скуп правила која су настала у посебном систему судова“.
Током већег дела своје историје, енглеско обичајно право је углавном било развијено и вођено у централним краљевским судовима: Суду Краљевске клупе, Суду за општих жалби и Државној благајни. Правичност је било име дато закону који је примењиван у Суду правде. Реформе правосуђа током 1870-их су извршиле процедуралну фузију два тела закона, окончавајући њихово институционално раздвајање. Међутим, реформе нису спојиле саме законе. На пример, овај недостатак сједињења значио је да још увек није било могуће добити правичан правни лек за неправду која је у вези са чисто уобичајеним правом. Судско или академско резоновање које претпоставља супротно је описано као „грешка фузије“.
Јурисдикције које су наследиле систем обичајног права разликују се у свом третману правичности. Током двадесетог века неки системи обичајног права почели су да мање наглашавају историјско или институционално порекло материјалноправних правила. У Енглеској и Велсу, Аустралији, Новом Зеланду и Канади, питања капитала остају у оквиру засебног закона.
У другом делу двадесетог века дошло је до појачане дебате о корисности третирања својине као посебног корпуса закона. Ове дебате су назване „фузионим ратовима”. Посебан нагласак у овој дебати био је усредсређен на концепт неоправданог богаћења и на то да ли се области права које се традиционално разматрају одвојено могу рационализовати као део јединственог корпуса закона познатог као закон о неоправданом богаћењу.

### Историја правичности у јурисдикцијама обичајног права
Након норманског освајања Енглеске у 11. веку, краљевска правда је почела да се спроводи у три централна суда: Суд краљевског стола, Суд за опште жалбе и Државна благајна. Обичајно право се развило у овим краљевским судовима, који су створени краљевом влашћу, и чија је надлежност над споровима између краљевих поданика била заснована на краљевом налогу. У почетку, судски налог је вероватно био нејасна наредба да се поступи како треба према тужиоцу, и обично је била писмена благодат, издата по вољи краља.
Током 12. и 13. века, писмена процедура је постепено еволуирала у нешто много ригидније. Све налоге за покретање поступка морале су да откупе парничари у суду, на чијем је челу био лорд канцелар. Након што су списи почели да постају конкретнији и креативнији (у смислу тражене помоћи), Парламент је 1258. одговорио тако што је у Оксфордским одредбама предвидио да канцелар више не може да ствара нове списе без дозволе краља и Краљевског савета (curia regis). На основу таквог овлашћења, странке су могле да купе одређене набројане судске налоге de cursu (као што се подразумева) који су касније постали познати као налози ex debito justitiae (као ствар права). Сваки од ових налога био је повезан са одређеним околностима и водио је до одређене врсте пресуде. Процедура у судовима обичајног права постала је уско фокусирана на форму радње (посебни поступак који је овлашћен посебним налогом за спровођење одређеног материјалног права), а не на оно што би савремени правници сада назвали разлогом тужбе (основно материјално право које треба успоставити).
Странке су почеле да траже помоћ против неправедних пресуда судова општег права тако што су подносили петиције краљу. Такве молбе је у почетку обрађивао Краљевски савет, који је и сам био прилично преоптерећен, и Савет је почео да делегира саслушање таквих молби лорду канцелару. Ово делегирање се често правда чињеницом да је лорд канцелар дословно био чувар краљеве савести, иако је Франсис Палгрејв тврдио да је делегирање у почетку било вођено практичним интересима, а морално оправдање је дошло касније. До 14. века изгледа да је уред Канцелара деловао као суд, дајући правне лекове за случајеве у којима су строге процедуре обичајног права чиниле неправду или нису пружале никакав лек заслужном тужиоцу. Канцелари су често имали теолошку и свештеничку обуку и били су добро упућени у римско право и канонско право. Током ове ере, римски концепт aequitas утицао је на развој изразито другачијег, али сродног енглеског концепта правичности: „Правичност којом су управљали рани енглески канцелари... [је] признато била позајмљена од aequitas и судских овлашћења римских магистрата.“ До 15. века судска власт уреда Канцелара била је јасно призната.
Правичност, као скуп правила, увелико се разликовала од канцелара до канцелара, све до краја 16. века. Пошто је првим канцеларима недостајала формална правна обука у традицији обичајног права и нису показивали много обзира на преседан, њихове одлуке су често биле веома различите. Године 1529, адвокат, сер Томас Мор, именован је за канцелара, што је означило почетак нове ере. Након овог времена, сви будући канцелари су били адвокати. Почевши од 1557. године, евиденција о поступцима пред Канцеларским судом је редовно вођена, развијено је неколико доктрина праведности, а правичност је почела да се развија у систем преседана попут свог сродника из обичајног права. Временом, праведна јуриспруденција је постепено постала „тело правичног права, сложеног, доктринарног и опседнутог правилима као што је обичајно право икада било.“

Уред канцелара је и даље био предмет опсежних критика, од којих је најпознатији афоризам правника Џона Селдена из 17. века:
Правичност је варљива ствар: за право имамо меру, знамо у шта да се поуздамо; правичност је у складу са савести онога ко је канцелар, а како је она шира или ужа, таква је и правичност. Све је то једно као да треба да се направи стандард за меру коју зовемо стопа, канцеларова стопа; како би то само била неизвесна мера? Један канцелар има дуго стопало, други кратко стопало, трећи осредње стопало: 'иста је ствар у савести канцелара.
Ова тензија је достигла врхунац у случају грофа Оксфорда (1615) где је пресуда главног судије Кука наводно добијена преваром. Лорд канцелар, Лорд Елсмер, издао је забрану Канцеларије којом се забрањује спровођење поретка обичајног права. Два суда су се нашла у ћорсокаку, а ствар је на крају прослеђена државном тужиоцу, сер Франсису Бејкону. Сер Франсис је, ауторитетом краља Џејмса I, подржао употребу праведне забране и закључио да ће у случају било каквог сукоба између обичајног права и својинских питања, превладати закон о својини. Примат својине у Енглеској је касније устоличен у Законима о правосуђу из 1870-их, који су такође послужили за спајање имовинских судова и оних обичајног права (иако не и самих система) у један јединствени судски систем.